# Regina Spektor
Regina Iljinitsjna Spektor (Russisch: Регина Ильинична Спектор) (Moskou, 18 februari 1980) is een Amerikaans singer-songwriter en pianiste van Russische afkomst. Ze wordt geassocieerd met de New Yorkse anti-folk scene.

## Jeugd
Spektor werd geboren in Moskou. Tijdens de perestrojka werd het Joodse burgers toegestaan te emigreren, en zij verhuisde op negenjarige leeftijd met haar ouders naar The Bronx in New York. In de toenmalige Sovjet-Unie had Spektor al vanaf haar zesde klassieke pianolessen gekregen, en daar ging ze in New York mee door. De piano kon alleen niet meeverhuisd worden naar Amerika, en Spektor moest het een tijdje zonder piano stellen. Daar had ze veel moeite mee, en ze bleef zelfs zonder het instrument haar vingers oefenen op andere oppervlakken. Gelukkig vond ze al snel een (weliswaar tijden niet gestemde) piano in de kelder van de plaatselijke synagoge, en een nieuwe muzieklerares, Sonia Vargas. Omdat ze zo getraind werd in het spelen van klassieke muziek, kwam het in eerste instantie nooit in haar op zelf liedjes te schrijven. Tot op het moment dat zij op een schoolreis naar Israël ging. Tijdens de lange wandelingen die zij en haar klasgenoten maakten, verzon ze liedjes om de verveling te verdrijven. Toen sommigen van haar klasgenoten haar later weer vroegen om de liedjes te herhalen, realiseerde ze zich dat ze talent had. Tijdens deze reis werd ze ook voor het eerst blootgesteld aan muziek van andere singer-songwriters, zoals Ani DiFranco en Joni Mitchell, die haar inspireerden tot het maken van haar eigen liedjes.

## Muziek
In tegenstelling tot de meeste singer-songwriters zijn Spektors teksten niet autobiografisch van aard, maar gebaseerd op verhalen die ontspringen aan haar fantasie. Ze zijn doorspekt met intellectuele en literaire referenties, zoals een parafrase van Madame de Pompadour in Après Moi. Haar muziek kent invloeden van klassieke muziek, folk, Russische volksmuziek en hiphop. In haar vroege werk zijn ook invloeden van jazz en blues te horen.
In 2001 bracht Spektor haar eerste album, 11:11 in eigen beheer uit. Een jaar later volgde Songs en in 2004 was daar Soviet Kitsch, dat in eerste instantie in eigen beheer werd uitgebracht, maar later werd opgepikt door platenmaatschappij Sire, die het opnieuw uitbracht. Op 13 juni 2006 verscheen haar album Begin To Hope, met daarop het als single uitgebrachte nummer Fidelity, haar eerste Sire album.
In 2007 werd haar nummer "Us" in een reclame van KPN gebruikt en werkte ze mee aan het album Instant Karma: The Amnesty International Campaign to Save Darfur met haar cover van John Lennons Real Love. In 2008 schreef en zong ze de soundtrack van De Kronieken Van Narnia: Prins Caspian: "The Call". Ook werkte ze dat jaar met andere bekende artiesten aan het album Songs for Tibet, een steunbetuiging aan Tibet en dalai lama Tenzin Gyatso. Songs for Tibet verscheen tegelijkertijd met de Olympische Zomerspelen 2008 in de Volksrepubliek China waarvan de opening op 8 augustus plaatsvond.
Op 13 april 2009 schreef Regina op haar weblog dat op 23 juni van dat jaar een nieuw album zou verschijnen met de naam Far, voorafgaan met de verschijning van de singles Laughing With en Blue Lips. Op 3 mei plaatste ze de coverafbeelding van haar nieuwe cd op haar weblog. Op 14 juli 2009 trad ze voor de tweede keer op in Nederland, voor een uitverkocht Paradiso.
Op 22 november 2010 verscheen wereldwijd haar album Live in London, weer bij Sire Records. Dit album is opgenomen in de Hammersmith Apollo Theatre in London, tijdens haar Far Tour. Behalve een CD met 22 nummers, bevat het album ook een DVD met opnames van de concert. De DVD bevat 26 nummers.
In een Nederlandse televisiereclame voor Kinder Bueno uit 2011, waarin schaatser Mark Tuitert meespeelt, wordt een deel van haar nummer "The Calculation" gebruikt.
Spektor schreef tevens de titelsong "You've Got Time" voor de Amerikaanse Netflix-serie Orange Is the New Black

## Politiek
In 2007 maakte ze een cover van "Real Love" van John Lennon voor Instant Karma: The Amnesty International Campaign to Save Darfur. Het jaar erop nam ze deel aan Songs for Tibet, een initiatief om de mensenrechtensituatie in Tibet te ondersteunen. In 2009 schreef ze op haar MySpace een emotioneel betoog voor het Israëlische recht op zelfverdediging getiteld Eretz Yisrael (het land Israël).

## Discografie

### Albums
| Album met eventuele hitnotering(en) in de Nederlandse Album Top 100 | Datum van verschijnen | Datum van binnenkomst | Hoogste positie | Aantal weken | Opmerkingen |
| ------------------------------------------------------------------- | --------------------- | --------------------- | --------------- | ------------ | ----------- |
| What we saw from the cheap seats                                    | 25-05-2012            | 02-06-2012            | 53              | 1            |             |

| Album met hitnotering(en) in de Vlaamse Ultratop 200 albums | Datum van verschijnen | Datum van binnenkomst | Hoogste positie | Aantal weken | Opmerkingen     |
| ----------------------------------------------------------- | --------------------- | --------------------- | --------------- | ------------ | --------------- |
| 11:11                                                       | 09-07-2001            | -                     |                 |              |                 |
| Songs                                                       | 25-02-2002            | -                     |                 |              |                 |
| Soviet kitsch                                               | 17-08-2004            | -                     |                 |              |                 |
| Mary Ann meets the gravediggers and other short stories     | 16-01-2006            | -                     |                 |              | Verzamelalbum   |
| Begin to hope                                               | 13-06-2006            | 19-05-2007            | 40              | 27           |                 |
| Far                                                         | 23-06-2009            | 04-07-2009            | 25              | 17           |                 |
| Live in London                                              | 22-11-2010            | -                     |                 |              | Livealbum & dvd |
| What we saw from the cheap seats                            | 2012                  | 02-06-2012            | 34              | 4*           |                 |
| Remember us to life                                         | 2017                  |                       |                 |              |                 |

### Singles
| Single met hitnotering(en) in de Vlaamse Ultratop 50 | Datum van verschijnen | Datum van binnenkomst | Hoogste positie | Aantal weken | Opmerkingen                 |
| ---------------------------------------------------- | --------------------- | --------------------- | --------------- | ------------ | --------------------------- |
| Carbon monoxide                                      | 2004                  | -                     |                 |              |                             |
| Your honour / The flowers                            | 2004                  | -                     |                 |              |                             |
| Us                                                   | 2006                  | -                     |                 |              |                             |
| On the radio                                         | 2006                  | -                     |                 |              |                             |
| Fidelity                                             | 2006                  | -                     |                 |              |                             |
| Hotel song                                           | 2007                  | -                     |                 |              |                             |
| Samson                                               | 2007                  | 02-06-2007            | 30              | 7            | Nr. 18 in de Radio 2 Top 30 |
| On the radio                                         | 2007                  | 25-08-2007            | tip10           | -            |                             |
| Better                                               | 2007                  | -                     |                 |              |                             |
| Laughing with                                        | 01-06-2009            | 25-07-2009            | 34              | 9            | Nr. 20 in de Radio 2 Top 30 |
| Eet                                                  | 2009                  | -                     |                 |              |                             |
| No surprises                                         | 2010                  | -                     |                 |              |                             |
| All the rowboats                                     | 2012                  | -                     |                 |              |                             |
| Don't leave me (Ne me quitte pas)                    | 02-04-2012            | 14-04-2012            | tip19           | -            | Nr. 9 in de Radio 2 Top 30  |